# Daniil Simkin
Daniil Simkin (Novosibirsk, Unión Soviética, 12 de octubre de 1987) es un bailarín ruso. Sus padres Dmitri Simkin y Olga Aleksándrova también son bailarines. La familia dejó la Unión Soviética en 1990. Sus padres fueron contratados para bailar en la ciudad de Graz en Austria, actuaron en diversas ciudades de Alemania antes de establecerse en Wiesbaden (Alemania) en 1993, donde pasó el resto de su infancia. 
A diferencia de la mayoría de los bailarines de ballet profesionales, Simkin no asistió a una escuela de ballet profesional. Recibió clases en privado por su madre, quien se convirtió en una maestra de ballet después de retirarse de la danza en 1999, mientras asistía a la escuela. También bailó a dúo con su padre, y ha ganado experiencia en el escenario, apareciendo en producciones de ballet en Wiesbaden como niño. En su adolescencia ganó el primer premio en varios concursos de ballet del mundo. 
El primer trabajo profesional de Simkin fue con el ballet de la Ópera Estatal de Viena, desde 2006 hasta 2008. Durante este tiempo hizo su debut en un papel principal como invitado con el Ballet Nacional de Lituania. En 2008, se convirtió en solista en el American Ballet Theatre de Nueva York. Es un personaje habitual del circuito internacional de ballet de gala, y presentó su propia gala en Atenas en 2009 en colaboración con su padre, quien ahora trabaja como coreógrafo y escenógrafo. 
Simkin ha sido señalado como uno de los bailarines de ballet que primero ha dado a conocerse en YouTube y Twitter, y ha hablado en entrevistas sobre la necesidad del ballet para abrirse, desmitificar el mismo y modernizar la forma en que se conecta con el público. 

## Premios
- 2000: primer premio del Concurso Internacional de Ballet de Sankt Pölten
- 2001: primer premio del Concurso Internacional de Ballet de Viena
- 2002: primer premio del Concurso Internacional de Ballet de Nyons
- 2003: primer premio del Concurso Internacional de Ballet de Luxemburgo
- 2004: medalla de oro y primer premio en el primer premio del Concurso Internacional de Ballet de Varna
- 2005: gran premio del primer premio del Concurso Internacional de Ballet de Helsinki
- 2006: medalla de oro del primer premio del Concurso Internacional de Ballet de Estados Unidos